# Alicia Ortuño
Alicia Ortuño (* 2. Mai 1976) ist eine ehemalige spanische Tennisspielerin.

## Karriere
Auf der WTA Tour gewann sie einen Doppeltitel und auf dem ITF Women’s Circuit waren es sechs Einzel- und 24 Doppeltitel. Ihr bestes Grand-Slam-Ergebnis war der Achtelfinaleinzug im Doppel bei den French Open 1999.

## Turniersiege

### Einzel
| Nr. | Datum         | Turnier      | Kategorie   | Belag     | Finalgegnerin      | Ergebnis       |
| --- | ------------- | ------------ | ----------- | --------- | ------------------ | -------------- |
| 1.  | Juni 1995     | Elvas        | ITF $10.000 | Hartplatz | Marta Cano         | 4:6, 6:2, 7:63 |
| 2.  | Februar 1996  | Carvoeira    | ITF $10.000 | Hartplatz | Emanuela Brusati   | 6:4, 6:3       |
| 3.  | Januar 1997   | Ourense      | ITF $10.000 | Hartplatz | Linda Sentis       | 6:3, 6:2       |
| 4.  | April 1997    | Elvas        | ITF $10.000 | Hartplatz | Paula Hermida-Velo | 6:4, 6:3       |
| 5.  | November 1998 | San Salvador | ITF $10.000 | Sand      | Alienor Tricerri   | 6:1, 6:0       |
| 6.  | November 2000 | Manila       | ITF $10.000 | Hartplatz | Kyung-Yee Chae     | 5:3, 4:0, 4:2  |

### Doppel
| Nr. | Datum          | Turnier           | Kategorie    | Belag     | Partnerin                   | Finalgegnerinnen                                   | Ergebnis      |
| --- | -------------- | ----------------- | ------------ | --------- | --------------------------- | -------------------------------------------------- | ------------- |
| 1.  | Mai 1994       | Balaguer          | ITF $10.000  | Sand      | Cristina Torrens Valero     | Rosa María Pérez Valentina Solari                  | 6:1, 6:1      |
| 2.  | Mai 1994       | Mollet del Vallès | ITF $10.000  | Sand      | Cristina Torrens Valero     | Mariana Randrup Cintia Tortorella                  | 6:4, 6:0      |
| 3.  | Juni 1994      | Barcelona         | ITF $25.000  | Sand      | Cristina Torrens Valero     | Emmanuelle Gagliardi Petra Kučová                  | 3:6, 6:2, 6:2 |
| 4.  | September 1995 | Cáceres           | ITF $25.000  | Sand      | Cristina Torrens Valero     | Patricia Aznar Eva Bes                             | 6:2, 6:3      |
| 5.  | Juni 1996      | Salzburg          | ITF $25.000  | Sand      | Veronica Stele              | Emmanuelle Gagliardi Sofia Prazeres                | 6:0, 6:4      |
| 6.  | Juli 1996      | Vigo              | ITF $25.000  | Sand      | Veronica Stele              | Natalie Cahana Hila Rosen                          | 6:2, 6:4      |
| 7.  | Juli 1996      | Bilbao            | ITF $25.000  | Sand      | Veronica Stele              | Marta Cano Nuria Montero                           | 6:3, 6:4      |
| 8.  | Januar 1997    | Pontevedra        | ITF $10.000  | Hartplatz | Sofia Prazeres              | Tathiana Garbin Sara Ventura                       | 4:6, 6:1, 6:4 |
| 9.  | Januar 1997    | Ourense           | ITF $10.000  | Hartplatz | Sofia Prazeres              | Linda Sentis Susanne Trik                          | 6:2, 6:3      |
| 10. | August 1997    | Karthago          | ITF $25.000  | Sand      | Zuzana Váleková             | Eva Bes Elena Salvador-Reja                        | 4:6, 6:4, 6:4 |
| 11. | Oktober 1997   | Ceuta             | ITF $10.000  | Hartplatz | Patricia Aznar              | Ainhoa Goni Yaiza Goni-Blanco                      | kampflos      |
| 12. | Juli 1998      | Dublin            | ITF $25.000  | Teppich   | Kirstin Freye               | Lisa McShea Trudi Musgrave                         | kampflos      |
| 13. | November 1998  | San Salvador      | ITF $10.000  | Sand      | Joanne Moore                | Susie Starrett Alienor Tricerri                    | 6:3, 3:6, 6:1 |
| 14. | November 1998  | Caracas           | ITF $25.000  | Hartplatz | Vanessa Menga               | Maureen Drake Caroline Schneider                   | 6:3, 5:7, 6:3 |
| 15. | April 1999     | Oeiras            | WTA Tier IVa | Sand      | Cristina Torrens Valero     | Anna Foldenyi Rita Kuti-Kis                        | 7:6, 3:6, 6:3 |
| 16. | Mai 1999       | Espinho           | ITF $25.000  | Sand      | Katalin Marosi              | Francesca Lubiani Maria-Paola Zavagli              | 6:3, 6:4      |
| 17. | April 2000     | Cagliari          | ITF $25.000  | Sand      | Lourdes Domínguez Lino      | Michaela Paštiková Jasmin Wöhr                     | 7:5, 3:6, 6:3 |
| 18. | Juni 2000      | Grado             | ITF $25.000  | Sand      | Vanessa Menga               | Lourdes Domínguez Lino María José Martínez Sánchez | 3:6, 7:5, 6:1 |
| 19. | Juni 2000      | Gorizia           | ITF $25.000  | Sand      | Vanessa Menga               | Maja Matevžič Dragana Zarić                        | 4:6, 6:4, 6:1 |
| 20. | Juli 2000      | Mont-de-Marsan    | ITF $25.000  | Sand      | Eva Bes                     | Eugenia Chialvo Jorgelina Cravero                  | 6:2, 6:2      |
| 21. | Juli 2000      | Getxo             | ITF $25.000  | Sand      | Maja Palaveršić-Coopersmith | Lourdes Domínguez Lino María José Martínez Sánchez | 6:1, 6:2      |
| 22. | Juli 2000      | Valladolid        | ITF $25.000  | Hartplatz | María José Martínez Sánchez | Trudi Musgrave Lorna Woodroffe                     | 6:2, 6:4      |
| 23. | August 2000    | Karthago          | ITF $25.000  | Sand      | Vanessa Menga               | Bianca Kamper Jekaterina Koschokina                | 6:2, 6:1      |
| 24. | September 2000 | Lecce             | ITF $25.000  | Sand      | Eva Bes                     | Angelika Roesch Syna Schreiber                     | 6:4, 6:0      |
| 25. | April 2001     | Juárez            | ITF $25.000  | Sand      | Milagros Sequera            | Erica Krauth Vanessa Krauth                        | 6:4, 2:6, 6:2 |

## Abschneiden bei Grand-Slam-Turnieren

### Doppel
| Turnier         | 1999 | 2000 | 2001 | Karriere |
| --------------- | ---- | ---- | ---- | -------- |
| Australian Open | 1    | 1    | —    | 1        |
| French Open     | AF   | 1    | 1    | AF       |
| Wimbledon       | 1    | —    | —    | 1        |
| US Open         | 1    | —    | —    | 1        |

Zeichenerklärung: S = Turniersieg; F, HF, VF, AF = Einzug ins Finale / Halbfinale / Viertelfinale / Achtelfinale; 1, 2, 3 = Ausscheiden in der 1. / 2. / 3. Hauptrunde; Q1, Q2, Q3 = Ausscheiden in der 1. / 2. / 3. Runde der Qualifikation; n. a. = nicht ausgetragen